# Giampiero Simoni
Giampiero Simoni (ur. 12 września 1969 roku w Porto San Giorgio) – włoski kierowca wyścigowy.

## Kariera
Simoni rozpoczął karierę w wyścigach samochodowych w 1989 roku od startów w Brytyjskiej Formule Ford 1600, gdzie jednak nie zdobywał punktów. W tym samym roku w Festiwalu Formuły Ford był czternasty. W późniejszych latach pojawiał się także w stawce Włoskiej Formuły 3, Grand Prix Monako Formuły 3, Formuły 3000, British Touring Car Championship, Deutsche Tourenwagen Masters, Spanish Touring Car Championship, All-Japan GT Championship oraz Belgian Procar.
W Formule 3000 Włoch startował w latach 1992-1993. W pierwszym sezonie startów w ciągu pięciu wyścigów, w których wystartował, uzbierał łącznie jeden punkt. Dało mu to siedemnaste miejsce w klasyfikacji generalnej. Rok później dorobek punktowy Simoniego również wyniósł jeden punkt. Został sklasyfikowany na 21 pozycji w końcowej klasyfikacji kierowców.